# Provence
Provence es una comuna suiza del cantón de Vaud, situada en el distrito de Jura-Nord vaudois. Limita al noroeste y norte con la comuna de Val-de-Travers (NE), al noreste con Gorgier (NE), al este con Montalchez (NE) y Fresens (NE), al sur con Mutrux, Concise y Bonvillars, y al suroeste con Tévenon.
La comuna hizo parte hasta el 31 de diciembre de 2007 del distrito de Grandson, círculo de Concise.
En esta localidad nació, el 12 de mayo de 1915, Roger Louis Schutz-Marsauche, religioso fundador de la Comunidad ecuménica de Taizé.